# Historia Chorwacji

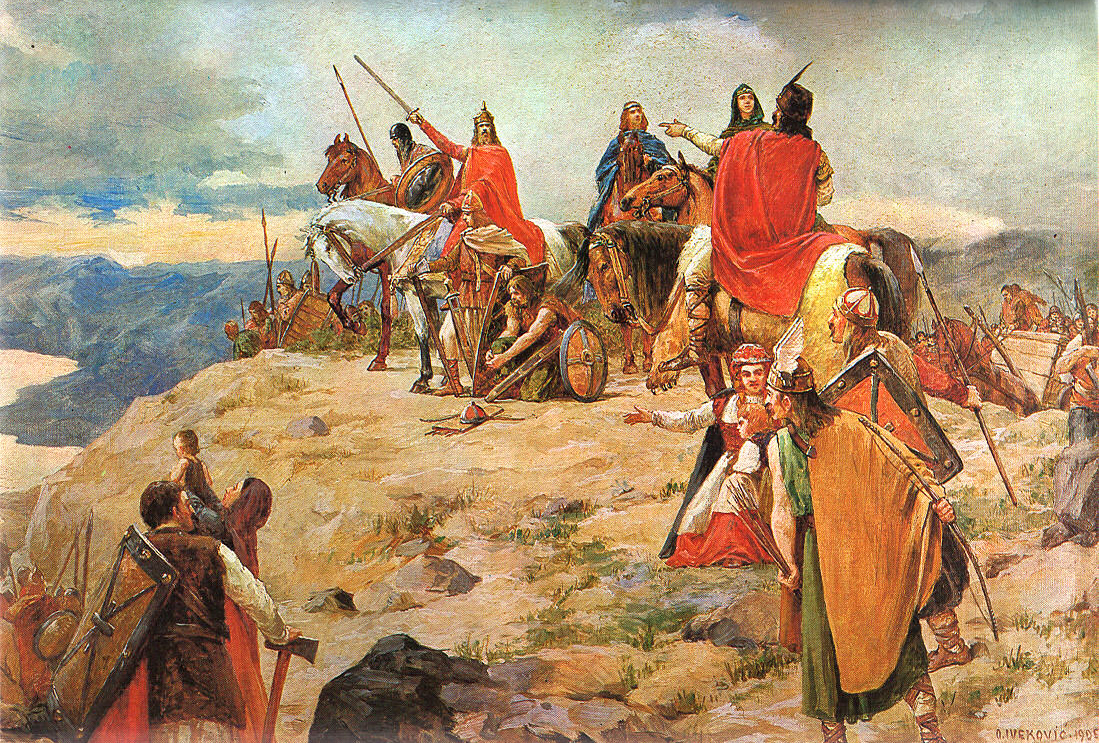
Oton Iveković: Przybycie Chorwatów nad Adriatyk

Granice Chorwacji na przestrzeni wieków

Historia Chorwacji – obejmuje dzieje państwa i narodu chorwackiego od VI do XXI wieku. W starożytności tereny obecnej Chorwacji były zamieszkane przez plemiona iliryjskie i zostały podbite przez Cesarstwo Rzymskie. Następnie były częścią Bizancjum i osiedlili się tu Słowianie. Po krótkim okresie istnienia niezależnego królestwa, Chorwacja została przyłączona do Węgier, a od XVI w. pod panowaniem Habsburgów. W XIX rozbudziła się w Chorwatach świadomość narodowa. W XX w. Chorwacja weszła w skład Jugosławii. Po rozpadzie tego kraju i wojnie domowej Chorwacja stała się niepodległym państwem będącym republiką parlamentarną i członkiem Unii Europejskiej.

## Wczesne średniowiecze (IX w. – 925 r.)
Na początku IX w. zawarto porozumieniem polityczne (traktat w Akwizgranie) między Karolem Wielkim a cesarzem Bizancjum – Michałem I, zgodnie z którym władca frankijski otrzymał Istrię oraz kontynentalną część Chorwacji, a szczególnie istotne, przybrzeżne miasta o rodowodzie antycznym, Zadar, Split, Trogir i Dubrownik oraz wyspy pozostały pod panowaniem bizantyjskim. W tym czasie, w źródłach, pojawiają się wiarygodne informacje o powstaniu, na terenie dzisiejszej Chorwacji, dwóch ośrodków władzy podległej Frankom: w Panonii (tzw. Księstwa Dolnopanońskiego lub Chorwacji Posawskiej) i w Dalmacji (tzw. Chorwacji Dalmatyńskiej).

## Królestwo Chorwatów (925–1102)
Na początku X w. Chorwacja Dalmatyńska i ziemie złupionego przez Węgrów Księstwa Dolnopanońskiego zostały zjednoczone przez panującego w latach 910–925 władcę z dynastii Trpimirowiczów – Tomisława. Jego następcy prowadzili wojny z Bizancjum i Wenecją o Dalmację Bizantyńską (wyspy na Adriatyku i nadmorskie miasta Zadar, Split i Dubrownik). Sukces odniósł jedynie około 1060 król Piotr Krzesimir (1058 – ok. 1074).

## Unia personalna z Węgrami (1102–1526)
Integralność państwa była osłabiana przez konflikty religijne między zwolennikami liturgii łacińskiej a zwolennikami liturgii słowiańskiej. Śmierć i wygaśniecie  dynastii Trpimirowiczów około 1090 ułatwiło Węgrom opanowanie Chorwacji i doprowadziło do narzucenia jej unii personalnej.
Za panowania węgierskiego została przyłączona Dalmacja Bizantyjska, którą w 1409 sprzedano za 100 000 złotych Wenecji. koniec XV w. dał początek najazdom tureckim na ziemie Chorwackie.

## Pod panowaniem Habsburgów (1527–1918)
Klęska pod Mohaczem w 1526, a także śmierć Ludwika II, wojna domowa między walczącymi o prawo do tronu węgierskiego: Janem Zápolya, mającym poparcie sułtana Sulejmana I, i Ferdynandem I Habsburgiem przyczyniły się zmiany położenia kraju na dużo gorsze. Zawarty w 1538 układ w Wielkim Waradynie, przez Ferdynanda I i sułtana gwarantował części pozostawienie Chorwacji, Dalmacji i Slawonii w granicach Austrii. Na ziemiach tych Habsburgowie wydzielili Pogranicze Wojskowe. Niechęć szlachty i możnowładztwa chorwackiego do absolutystycznej polityki Habsburgów spowodowała w 1670 zawiązanie nieudanego spisku antyaustriackiego pod wodzą Petara Zrinskiego i Frana Krsto Frankopana. W 1683 Turcja rozpoczęła wojnę z Austrią. Pomimo zwycięstwa odniesionego przez Jana III Sobieskiego pod Wiedniem 12 września 1683 działania wojenne trwały do 1699. Zawarty wówczas pokoju w Karłowicach oddawał w Austrii m.in. Slawonię oraz część Dalmacji.
W latach 1809–1816 z Dalmacji i części ziem chorwackich Napoleon Bonaparte utworzył Prowincje Iliryjskie. Krótkie panowanie francuskie doprowadziło do rozbudzenia się wśród Chorwatów świadomości narodowej. Klęska Napoleona i postanowienia kongresu wiedeńskiego pozwoliły Austrii zlikwidować Prowincje Iliryjskie. W 1816 na mocy dekretu absolutystycznego Chorwacja stała się częścią królestwa Ilirii.
W latach 30. XIX w. rozwinął się ruchu na rzecz zjednoczenia Słowian południowych. Tzw. „ilirowie” domagali się złączenia historycznych ziem chorwackich w granicach korony węgierskiej. Uznanie języka narodowego za urzędowy nastąpiło w 1847. Dużym wpływem cieszyli się również  zwolennicy przyłączenia do Węgier – „madziaronowie”. Podczas Wiosny Ludów na terenie monarchii austriackiej 1848–1849 Zgromadzenie Narodowe w Zagrzebiu poparło dążenie do Chorwacji i przeprowadzenie liberalnych reform społecznych z uwagi na dotychczasową centralizacyjno-madziaryzacyjną politykę Węgier wobec Chorwacji. Społeczeństwo chorwackie poparło bana Josipa Jelačicia, doprowadził on do podjęcia działań wojennych przeciwko Rewolucji na Węgrzech. Działania zbrojne doprowadziły do zerwania Unii chorwacko-węgierskiej. W 1849 na mocy konstytucji potwierdzona została odrębność obu państw od siebie,  kraj by zarządzany przez Austriaków z Wiednia. W 1854 został wprowadzony urzędowy język niemiecki.
Utworzenie w 1867 Austro-Węgier doprowadziło do odnowienia unii chorwacko-węgierskiej w 1868. Chorwacja otrzymała autonomię. Chorwacji podlegały sądownictwo, oświata, religia. Przywrócony został urzędowy język chorwacki sprawy gospodarcze i wojskowe pozostawały w gestii sejmu i rządu węgierskiego. w 1881 do Chorwacji powróciło Pogranicze Wojskowe. Zawarta w 1868 ugoda spowodowała w Chorwacji z powszechne niezadowolenie. W 1871 doszło do próby wywołania powstania przez Eugena Kvaternika pod hasłem niepodległości.
W 1904 bracia Antun i Stjepan Radic założyli w Chorwacji Radykalną Partię Chłopską krytykującą unię z Węgrami. Utrzymujące się tendencje madziaryzacyjne wobec mniejszości słowiańskiej w koronie węgierskiej zaowocowały powstaniem w 1905 parlamentarnej Koalicji Chorwacko-Serbskiej. Koalicja ułatwiała szerzenie się w Chorwacji jugosłowiańskiej idei utworzenia niezależnego państwa skupiającego Słowian południowych. Wybuch I wojny światowej spowodował utworzenie przez  zwolenników utworzenia Jugosławii w 1914 Komitetu Jugosłowiańskiego. W sierpniu 1917 Komitet Jugosłowiański i rząd serbski podpisali na wyspie Korfu wspólną deklarację dotyczącą  zjednoczenia wszystkich Słowian południowych w granicach jednego królestwa. Dynastią panującą miała być Dynastia Karadziordziewiciów.

## Królestwo Serbów, Chorwatów i Słoweńców (1918–1941)
W październiku 1918 doszło do powołania w Zagrzebiu Rady Narodowej Słoweńców, Chorwatów i Serbów reprezentującej Słowian południowych w monarchii habsburskiej, a sabor zerwało unię z Węgrami. W listopadzie 1918 okupacja przez Włochy części Dalmacji doprowadziła do zwrócenia się rady zagrzebskiej o pomoc do Serbii, a następnie do ogłoszenia 24 listopada zjednoczenia z Serbią i Czarnogórą . 1 grudnia 1918 delegacja Rady przekazała decyzje zjednoczenia regentowi serbskiemu, księciu Aleksandrowi Karadziordziewiciowi, który proklamował powstanie Królestwa Serbów, Chorwatów i Słoweńców . W 1921 Zgromadzenie Ustawodawcze Królestwa SHS uchwaliło konstytucję zwaną widowdańską, ustaliła centralistyczny system rządów. Administracyjnie kraj został podzielony na 33 departamenty, likwidacji uległ historyczny obszar Chorwacji. Artykuły konstytucji wywołały protesty głównie Chorwackiej Partii Chłopskiej Radiciów, opowiadającej się za państwem federalnym państwa. W czerwcu 1928 w czasie obrad Skupsztiny (parlamentu) dokonany został skuteczny zamach na Stjepana Radića. Zamach doprowadził do kryzysu państwa. W styczniu 1929 do władzy doszedł król Aleksander I. Zaprowadził w  kraju dyktaturę. W październiku 1929 nazwa państwa została zmieniona na Królestwo Jugosławii a kraj został podzielony na 9 banowin. Podziałowi uległy ziemie będące historyczne terenem Chorwacji. Zabójstwo Stjepana Radicia spowodowało aktywność separatystów chorwackich. W 1930 Ante Pavelić założył organizację ustaszy, której sposobem działania był terror. W 1939 przywódca Chorwackiej Partii Chłopskiej Vladko Maček i premier Dragiša Cvetković zawarli z ugodę, która przewidywała utworzenie Banowiny Chorwackiej, której autonomia obejmowała: gospodarkę, finanse, edukację i sprawy socjalne.

## Niepodległe Państwo Chorwackie
Wkroczenie państw Osi na tereny Jugosławii, spowodowało proklamowanie przez nacjonalistów chorwackich Niepodległego Państwa Chorwackiego. W porozumieniu z Niemcami i Włochami w jego skład weszła, poza Chorwacją, także Bośnia i Hercegowina. Na czele tego marionetkowego państwa stanął Ante Pavelić, realizował on program wyniszczenia mniejszości narodowych, przy pomocy ludobójstwa.
Do obozów koncentracyjnych trafiali m.in. zwolennicy lewicy, Serbowie, Węgrzy, Cyganie, a zwłaszcza Żydzi. Na skutek wojny zginęło ok. 80% chorwackich Żydów. Szczególnie złą sławą cieszył się obóz w Jasenovacu. Główną siłą formacją antyhitlerowską dążącą do odrodzenia Jugosławii była komunistyczna partyzantka Josipa Broz Tito. W listopadzie 1943 na II sesji kontrolowanej przez komunistów Antyfaszystowskiej Rady Wyzwolenia Narodowego Jugosławii podjęta została decyzja, że powojenna Jugosławia będzie mieć charakter federacji równoprawnych narodów oraz zatwierdziła uchwały lokalnych antyfaszystowskich komitetów wyzwolenia narodowego o inkorporacji do Chorwacji Istrii, Rijeki oraz Zadaru.

## Socjalistyczna Federacyjna Republika Jugosławii (1945–1991)
Po obaleniu w maju 1945 przez oddziały Tito Niepodległego Państwa Chorwackiego władzę sprawowała, utworzona w 1943, Antyfaszystowska Rada Wyzwolenia Narodowego Chorwacji. Zgodnie z  konstytucją Jugosławii z 1946 Chorwacja stała republiką związkową.
Po zakończeniu II wojny światowej Komunistyczna Partia Jugosławii przeprowadził w Chorwacji, zasadnicze reformy ustrojowe, głównie reformę rolną w 1945 i 1953. W latach 1946–1948 znacjonalizowany został przemysł. W społeczeństwie chorwackim silne pozostawały dążenia do stworzenia własnego państwa, były one bezwzględnie zwalczane przez władze komunistyczne Jugosławii. W 1974 jugosłowiańska konstytucja przyznała Chorwacji pewną autonomię. Na przełomie 1989 i 1990 na skutek kryzysu i załamania się systemu komunistycznego w Jugosławii, w 1990 przeprowadzone zostały demokratyczne  wybory parlamentarne. Zwycięską partią została Chorwacka Wspólnota Demokratyczna, opowiadająca się za niepodległością kraju. 22 grudnia 1990 została uchwalona konstytucja.

## Niepodległa Republika Chorwacji
25 czerwca 1991 Chorwacja ogłosiła niepodległość. Wydarzenie to spowodowało sprzeciw Serbów zamieszkujących Slawonię i Krajinie. Serbowie ogłosili secesję od Chorwacji. W lipcu 1991 doszło do serbskiego powstania, które zostało wsparte przez armię federalną. Podczas wojny Chorwacja zyskała uznanie międzynarodowe i 22 maja 1992 została członkiem ONZ. W 1995 Chorwaci na skutek działań wojennych odzyskali zachodnią Slawonię i Krajinę. W 1998 pod międzynarodową kontrolą miało miejsce pokojowe przejęcie wschodniej Slawonii.  
Po śmierci prezydenta Franjo Tuđmana (1991–1999), urząd objął Stjepan Mesić. W 2000 przebudowie uległa scena polityczna Chorwacji, główną siłą zostali   socjaldemokraci. Premierem został Ivica Račan. Na skutek wyborów z 2003 socjaldemokraci utracili władzę na rzecz opozycyjnej Chorwackiej Wspólnoty Demokratycznej, co doprowadziło do powstania nowego rządu HDZ, z premierem Ivo Sanaderem. Podczas wyborów prezydenckich, które odbyły się 16 stycznia 2005, Mesić został wybrany na drugą kadencję. Mesić konsekwentnie realizował politykę zbliżenia z Unią Europejską, mając na celu przystąpienie Chorwacji do UE w możliwie najbliższej perspektywie.
Wybory z 2007 zakończyły się zwycięstwem rządzącej Chorwackiej Wspólnoty Demokratycznej. Dzięki temu urzędujący premier Ivo Sanader utworzył swój drugi rząd, tym razem przy wsparciu partii koalicyjnych. 1 kwietnia 2009 przystąpiła do struktur NATO. 1 lipca 2009 Ivo Sanader podał się do dymisji. Na ustąpienie premiera z urzędu miało wpływ nierozwiązanie sporu ze Słowenią o rozgraniczeniu wód morskich Zalewu Pirańskiego i terenów granicznych nad rzeką Mura.
3 lipca 2009, po rezygnacji ze stanowiska premiera przez Iva Sanadera, prezydent Stjepan Mesić powierzył Jadrance Kosor misję utworzenia nowego rządu. Podczas konwencji HDZ w Zagrzebiu 4 lipca 2009 Jadranka Kosor została jednogłośnie wybrana na nową przewodniczącą partii w miejsce ustępującego Iva Sanadera. Dwa dni później została zaprzysiężona pierwszą w historii kraju kobietą sprawującą urząd premiera. Na przełomie lat 2009 i 2010 odbyły się wybory prezydenckie, które wygrał kandydat lewicy Ivo Josipović. Wybory z 3 grudnia 2011 zakończyły się zwycięstwem centrolewicowej opozycyjnej Koalicji Kukuriku. 9 grudnia 2011 ustępująca premier Jadranka Kosor którą na stanowisku premiera zastąpił socjaldemokrata Zoran Milanović (zaprzysiężony 23 grudnia 2011) podpisała w Brukseli traktat akcesyjny o przystąpieniu Chorwacji do UE które zostało poparte przez Chorwatów w referendum na początku 2012. Przystąpienie Chorwacji do UE nastąpiło 1 lipca 2013.